# 심응
심응(沈應, 1433년 ~ 1504년)은 조선 전기의 무신이자, 공신이다. 이시애의 난을 진압한 공로로 적개공신에 책록되었다. 화천부원군 좌의정 소요정 심정(沈貞)의 아버지이고 좌의정 심수경(沈守慶)의 증조 할아버지이다. 본관은 풍산(豊山)이고, 시호는 양호(襄胡)이다.

## 생애
남원부사를 지내고 호조판서에 추증된 심치(沈寘)의 아들이다. 1460년(세조 6년) 무과에 장원 급제하였고, 이시애(李施愛)의 난을 평정한 공으로 적개공신(敵愾功臣) 2등에 책록되고, 절충 장군(折衝將軍) 행 용양위 호군(行龍驤衛護軍)에 제수되었다. 성종 때, 첨지중추부사, 가선대부(嘉善大夫) 회령부사를 거쳐, 풍산군(豊山君)에 봉해졌으며, 1484년(성종 15년)에는 봉조하(奉朝賀)가 되었다. 사후에는, 아들 심정(沈貞)이 정국공신(靖國功臣)에 책록됨에 따라, 영의정에 추증되고, 풍산부원군(豊山府院君)으로 진봉되었다. 적개공신(敵愾功臣)으로서 양호(襄胡)의 시호를 받았다.

## 가계
- 할아버지 : 심귀령(沈龜齡) - 좌명공신 풍천군(豐川君), 의흥삼군부 도총제, 지의흥부사
  - 아버지 : 심치(沈寘) - 남원부사, 증호조판서
  - 어머니 : 증 정부인 박씨 - 용구현령 박화(朴華)의 딸
    - 부인 : 증 정경부인 대구 서씨 - 광흥창부승 서문한(廣興倉副丞 徐文翰)의 딸
      - 아들 : 심원(沈元) - 내자시정
      - 아들 : 심형(沈亨) - 무과 급제, 의주목사, 정국공신 풍창군(豊昌君), 충청도 수군절도사
      - 아들 : 심정(沈貞) - 문과 급제, 정국공신, 좌의정, 화천부원군(花川府院君)
        - 손자 : 심사손(沈思遜) - 문과 급제, 홍문관 직제학, 만포진 첨절제사, 증영의정
          - 증손자 : 심수경(沈守慶) - 문과 장원급제, 호당(사가독서), 좌의정
            - 고손자 : 심일장(沈日將) - 찰방
            - 고손자 : 심일취(沈日就) - 첨지중추부사 증 이조참판
            - 서고손자 : 심일매(沈日邁) - 관상감정
            - 서고손자 : 심일준(沈日遵) - 인동부사
            - 서고손자 : 심일운(沈日運) - 해미현감

        - 손자 : 심사순(沈思順) - 문과 급제, 호당(사가독서), 홍문관 부제학

      - 아들 : 심의(沈義) - 문과 급제, 호당(사가독서), 이조정랑, 소격서령

  - 숙부 : 심실(沈實) - 군수
  - 숙모 : 청송 심씨 - 소헌왕후의 숙부 의흥삼군부 도총제 심인봉(沈仁鳳)의 딸, 청성백 심덕부(靑城伯 沈德符)의 손녀
    - 사촌 : 심주(沈胄) - 상호군
- 장인 : 서문한(徐文翰)
- 외조부 : 박화(朴華)

## 참조
1. ↑  심응사당 표지판(김포시)
2. ↑  《세조실록》13년(1467) 11월 2일 1번째 기사
3. ↑  《성종실록》9년(1478) 10월 4일 4번째 기사
4. ↑  《성종실록》15년(1484) 12월 27일 3번째 기사

## 같이 보기
| - 이시애의 난 - 이징옥의 난 - 계유정난 - 심정 - 이시애 - 심귀령 - 한명회 - 권람 - 신숙주 - 유자광 - 홍윤성 | - 세조 반정 - 김종서 - 이종무 - 최윤덕 - 황보 인 - 남이 - 강순 - 이지방 - 심사손 - 양정 - 홍달손 | - 여진족 - 이계동 - 이세응 - 심수경 |